# Rhynchortyx cinctus
O colim-de-cara-fulva (Rhynchortyx cinctus) é uma espécie de ave da família Odontophoridae. É o único membro do género Rhynchortyx.
Habita zonas de floresta tropical e subtropical da Colômbia, Costa Rica, Equador, Honduras, Nicarágua e Panamá.